# Козје уши
Козје уши (енг.Out of the Woods) је српски филм из 2017. године у режији Марка Костића, а по сценарију Владиславе Војновић, по чијем истоименом роману је и снимљен филм. По жанру, филм је мешавина драме и комедије
Филм је премијерно приказан 27. априла 2017. године у Београду.

## Радња
Козје уши су горко-хуморна, двоструко кодирана прича о једној жени и једној земљи.
Главна јунакиња је баба Стојанка која у својим шездесетим годинама (Горица Поповић) замени градски живот са сеоским. Баба Стојанка живи у свом родном селу у јужном Банату, где одгаја своје унуке, четрнаестогодишњу Софију и осмогодишњег Стевана, чији су родитељи отишли у иностранство због новчаних проблема. Са ћерком која је давно отишла у Америку, баба Стојанка нема никакав контакт и због тога пати. Иако је Стојанка рођена на селу, навикавши се на градски живот, никако не успева да се уклопи у типичан сеоски миље. У слабој финансијској ситуацији, без помоћи сина и снаје који не шаљу паре, баба Стојанка пролази кроз низ трагикомичних ситуација. На све начине покушава да заради паре како би купила унуцима потребне ствари и обезбедила им што угодније детињство. Ова прича прати борбу једне баке са суровом данашњицом и притисцима друштва.

## Улоге
| Глумац               | Улога         |
| -------------------- | ------------- |
| Горица Поповић       | бака Стојанка |
| Никола Којо          | Поп           |
| Милица Спасојевић    | унука Софија  |
| Слободан Ћустић      | Ловац         |
| Анђелка Прпић        |               |
| Сергеј Трифуновић    |               |
| Бранислав Трифуновић |               |

Остале улоге  ▼
| Глумац              | Улога          |
| ------------------- | -------------- |
| Анђелија Андрић     |                |
| Воја Брајовић       |                |
| Бојан Димитријевић  |                |
| Љиљана Лашић        |                |
| Ненад Маричић       |                |
| Павле Марковић      | унук Стеван    |
| Иван Михаиловић     |                |
| Горан Радаковић     | Градитељ       |
| Моника Ромић        | полицајка Даца |
| Томислав Трифуновић | Писар          |